# Йозеф Брайтбах
Йозеф Брайтбах (на немски: Joseph Breitbach) е немско-френски писател и публицист, автор на романи, разкази, пиеси, критика и есета.
След преселването си във Франция през 1929 г. съдейства за подобряването на културните и политически отношения между Германия и Франция.

## Биография
Йозеф Брайтбах е син на директора на основното училище в Еренбрайтщайн, квартал на Кобленц. Напуска кобленцката гимназия през 1921 г., без да положи матура, за да стане книгопродавец. От 1925 до 1928 г. работи като книжар в Аугсбург. Тук устанавява тесни контакти с КПД. Уволнен е от работата си, след като излиза първият му разказ „Червено срещу червено“ („Rot gegen Rot“) (1928). Животът му в Аугсбург е белязан от пътувания в Берлин, Париж, Виена и Мюнхен, при които се запознава с писатели и издатели. Също така поддържа тесни контакти с художници, още на млади години става колекционер на картини.
След 1929 г. Брайтбах живее във Франция, от 1931 г. в Париж, където развива дейност като търговец. Същевременно пише статии за френски вестници. През 1932 г. излиза в Берлин първият му роман „Превръщението на Зузане Даселдорф“ („Die Wandlung der Susanne Dasseldorf“).
През 1933 г. книгите му са забранени в Германия. През 1937 г. Брайтбах връща немския си паспорт и иска френско гражданство, което получава по-късно.
Като етнически немец Брайтбах е интерниран през 1939 г. Съгласява се да сътрудничи на Чуждестранния легион и френските тайни служби. След навлизането на немските войски в Париж по време на Втората световна война Гестапо конфискува библиотеката на писателя заедно с негови ръкописи.
През 1945 г. Йозеф Брайтбах става френски гражданин. Застъпва се за немски военнопленници. От 1948 до 1951 г. публикува в седмичника „Ди Цайт“ статии върху френската култура и политика. От 1961 г. има отново второ местожителство в Германия. 30 години след първия си роман Брайтбах публикува втори: „Отчет за Бруно“ („Bericht über Bruno“) (1962). Романът има голям успех, особено в САЩ. Някои свои творби Брайтбах превежда сам на френски, при което извършва малки промени в действието.
Йозеф Брайтбах завързва приятелство с многобройни писатели и интелектуалци или поддържа интимна писмовна връзка, например с Клаус Ман (с когото по-късно се скарва), Жулиен Грийн, Голо Ман и Андре Жид.
Брайтбах редовно подкрепя млади писатели, когато е убеден в таланта им. Поради многостранните си връзки с издатели и литературни критици той е в състояние да им бъде полезен при публикуването на техни творби. Освен това често оказва и финансова помощ, която продължава да се разпростира и след смъртта му. В завещанието си Брайтбах се разпорежда наречената на негово име награда „Йозеф Брайтбах“, спонсорирана от едноименната фондация във Вадуц, да се присъжда ежегодно на немскоезични писатели.